# Diplasiocotyle johnstoni
Diplasiocotyle johnstoni är en plattmaskart som beskrevs av Sandars 1944. Diplasiocotyle johnstoni ingår i släktet Diplasiocotyle och familjen Microcotylidae. Inga underarter finns listade i Catalogue of Life.